# NGC 4840
NGC 4840 este o liner situată în constelația Părul Berenicei. A fost descoperită în 11 aprilie 1785 de către William Herschel. Se află la o distanță de 107,15 megaparseci de Pământ.